# Fârdea
Fârdea é uma comuna romena localizada no distrito de Timiș, na região histórica do Banato (parte da Transilvânia). A comuna possui uma área de 131.06 km² e sua população era de 1816 habitantes segundo o censo de 2007.